# 境トンネル多重衝突炎上事故
境トンネル多重衝突炎上事故（さかいトンネルたじゅうしょうとつえんじょうじこ）は1988年（昭和63年）7月15日に広島県佐伯郡吉和村（現・廿日市市）と山県郡筒賀村（現・安芸太田町）にまたがる中国自動車道の境トンネル上り線で発生した、多重衝突事故を起因とした車両炎上事故である。

## 概要
1988年（昭和63年）7月15日21時20分頃、中国自動車道境トンネル内上り線372.5キロポスト付近で普通乗用車や大型貨物車等、関係車両10台が絡む多重追突事故が発生した。この事故により事故車群は炎上、後続に停車した大型貨物車Kにも延焼し、部分焼であった一番前方に停車していた大型貨物車Bを除く10台の車両が全焼した。
この事故により普通乗用車E、普通貨物車Fの運転者、普通乗用車Gの同乗者のうちの1人が車外で死亡し、普通乗用車Gの同乗者のうちの1人と大型貨物車Jの運転者が車内で死亡したほか、5人が重傷を負った。また大型貨物車Kの積荷の牛13頭が焼死した。

## 経緯

### 追突事故の発生
まず普通貨物車A(クレーン付き4トン車)がトンネル入り口から約190 mの地点に追越し車線と走行車線をふさぐように停止した。それを後続の大型貨物車Bが発見し、衝突を回避すべく減速した。大型貨物車Bはほぼ停止状態まで減速したが、後続の大型貨物車Cに衝突された反動で押し出され、普通貨物車Aに接触した後トンネル右壁面に衝突して停止した。追突した大型貨物車Cは追い越し車線上に停車した。さらに後続してきた普通貨物車Dが走行車線に停車している大型貨物車Bを目前で発見し急ブレーキをかけたが間に合わず、大型貨物車Bに衝突して停車した。この時点では衝突による火災は発生しなかったが、大型貨物車Bと普通貨物車Dによって進路が塞がれ、トンネル内は完全に通行不能となった。
その後、普通乗用車Eと普通貨物車F、さらに遅れて普通乗用車Gが進入し、前方の停車車両に気付きそれぞれ停止した。普通貨物車Fは急ブレーキによりスピンしながら逆向きになり追い越し車線上に、また普通乗用車Gは事故車両の最後尾から約50 m後方に停止した。

### 後続車の更なる追突
その5〜6分後に大型貨物車H、I、Jの3台が一団となって、100〜110 km/hの速度でトンネル内に進入してきた。先頭の大型貨物車Hは減速することなく事故車両後方に停車していた普通乗用車Gを押し潰し、一体となって前方の事故車群に突っ込み、普通貨物車A、普通貨物車D、普通乗用車Eへ次々と衝突して停車した。後続の大型貨物車I、JもHに続くような形で追突した。のちに広島大学医学部で行われた解剖で、当初焼死と思われていた車外死の3名は手や足の骨が折れている、出血の跡が残っている、肺の中に煤が僅かにしか無く殆ど吸っていない等の共通点が見られたため、この際に撥ねられて全身を打ったことが直接の死因とみられている。
この追突によって普通乗用車の燃料タンクより出火し、周りの事故車両に相次いで延焼していった。
その後、トンネル内に進入してきた大型貨物車Kは前方の事故に気付いて停車した。大型貨物車Kの運転者は停車後すぐにトンネル出口に向かって後退を始めたが、火災による熱風で運転を継続することが困難となり、Kの運転者は車両を放置してトンネルを脱出した。

## 救助活動および消火活動

### 覚知
21時27分頃にトンネル出口付近にある非常電話から交通管制室へ事故通報がなされ、21時30分に交通管制室から管轄の山県西部消防組合消防本部に「境トンネル上り線内でトラック3〜4台が燃えており、怪我人がいる」との通報。この通報を受け、21時31分に水槽付ポンプ車1台と救急車1台を出場させた。また境トンネルには消火用の水利を得られる場所が無く、自動車道外からの中継が必要なために非番職員の招集を行い、追加でポンプ車を出場させるよう本部へ要請した。

### 現場到着と救助・救急活動(トンネル出口側)
出場した2台は戸河内ICから下り線へ進み、境トンネル手前に近付くと中央分離帯のフェンスを引き抜き上り線側に進入、通報から17分後の21時47分に出口側に到着する。トンネル出口付近に負傷している大型貨物車Bの運転士がいたため中の様子を聞きトンネル内に進入した。事故車両手前約50 m付近に近付くと、大型貨物車Bが進路を塞ぐように停車しておりその後方に炎を確認した。その際普通貨物車Dから手を振って助けを求める男性を発見したが、足が挟まれていて脱出ができない状態で救ったため運転席へ放水及び備え付けの消火器で延焼防止を行いつつ、直ちに救急車をトンネル出口まで引き返させて本部に救助資機材運搬車と応援隊を要請した。救助資機材運搬車が到着後、直ちに油圧スプレッダーを使用して救出した運転者と出口付近にいた負傷者を収容、22時16分に現場を出発して加計町立病院へ搬送した。救助後は中継送水を待つと共に、ホースを逆延長しながら水槽付きポンプ車を出口まで後退させた。

### 入口側と出口側からの消火活動
トンネル入口側からも状況確認を行うため搬送車を向かわせると、入口から黒煙が吹き出しており約70 m先に火災が小さく見える状態であった。そのため国道186号線より可搬ポンプを直近の河川に降ろし、22時36分に中継放水を行い、トンネル入口側からの消火活動が開始された。濃煙熱気中のトンネル内を空気呼吸器装着の隊員5人で最後尾の大型貨物車Kの火災を消火、ホースを延長しながら引き続き消火活動に当たった。22時43分にトンネル内火災により呼吸器の増強と消防活動の支援として電源照明車の応援を広島市消防局に要請した。これを受け、広島市消防局安佐北消防署より救助工作車が、同じく安佐南消防署より大型電源照明車が出場した。一方トンネル出口側では、22時55分頃に要請した道路公団の大型散水車(7トン積水)が到着、再びトンネル内に進入し、散水車からの受水により22時57分頃より出口側からの放水を再開した。23時00分に消防団からの送水も始まり、待機していた水槽付きポンプ車へ中継送水が開始され消火活動強化がなされることとなった。同時刻、入口側に避難していた負傷者3人を救急車に収容し戸河内町立病院へ搬送した。

### 応援部隊到着と鎮火まで
23時45分頃に応援要請した広島市消防局の救助工作車と大型電源照明車が入口側に到着したことで、防御隊を再編しトンネル内に再進入、入口側と出口側から消火活動を行い、翌16日0時10分頃に火勢鎮圧、25分頃に鎮火に至った。以降は車両引き出し及び、現場検証時の再燃防止の警戒等により、出口側に水槽付きポンプ車以下5名を残し、活動が終了した部隊は撤収作業に入り順次帰署し、8時00分に撤収完了としすべての消防活動を終了した。
出場した車両は応援の筒賀村消防団や広島市消防局を含めて18台、人員は141人に上る。当時の山県西部消防組合消防本部の消防職員数は42名であり出場した職員は38人とほぼ9割が、配備されている消防車両も12台中10台が出場した。

## 捜査状況

### 捜査体制
高速道路では日本坂トンネル以来の悲惨な大事故を適切に処理するため、広島県警察では早期に捜査体制を確立した。
まず事故発生直後の7月15日22時30分、「高速道路における重大案件発生に伴う初動措置」に基づいて、交通部長を長とする「現地対策本部(120人体制)」を高速隊戸河内分駐隊に設置した。続いて7月20日に警察本部内に本部長を長とする「総合対策本部(63人体制)」を設置した。高速隊にあっては当務員の中から警部補2人を含む18人の捜査専従班を編成して日勤勤務員にさせた。残った当務員は2交代制とすると共に、非番員は日が暮れるまで実況見分等の捜査を応援に当たった。

### 関係者、積荷等の割り出し
消火活動の進展によって明らかになった関係車両11台の内、6台はナンバープレートが火災により溶解してナンバーを読み取ることができなかった。このため、車体番号から車の所有者を割り出し、乗車人員や危険物等の積荷の状況を解明することになった。しかし深夜のことであり、またレンタカー等もあったためその解明には長時間を要した。苦労の末に明らかになった関係者は14人と分かったが、現場では13人しか確認ができなかった。遺体が埋もれている可能性があるため、事故現場に積もった瓦礫を幾度となく掘り返して捜索したが、結局発見には至らなかった。

### 行方不明の運転者
当初普通貨物車Aの運転者とされていた遺体は別人であると判明した。これにより確認が取れていない人物が普通貨物車Aの運転者と分かったが、依然として行方不明のままだった。そのため、無事に脱出した可能性を考え付近の民家を中心に聞き込み捜査を行ったが、行方や手掛かりを掴むことはできなかった。そして20日午前頃から機動隊を動員した約120人体制でトンネル周辺の山林を捜索した所、13時40分頃にトンネル入口から北約50 mの国道186号線北沿いを流れる筒賀川へ下る斜面の深い茂みの中で、植物のつるを使い首を吊って亡くなっているのが発見された。遺体の状況から死後数日が経過しており、事故が起きた15日夜から翌日16日の間に自殺したものと推定される。事故を起こした責任を感じ自殺したと思われているが、遺書等の遺品は見つかっていない。また背格好や服装が似ている男性がトンネル入口へ大きく手を振りながら走り出す姿が目撃されていることからトンネルに入ってくる後続車を制止しようとしたものと見られている。1990年3月に広島労働基準監督署はこの自殺を労災と認定し、遺族労災保険保障年金を男性の妻に支払うことを決定した。

### 実況見分
照明が消えて真っ暗なトンネル内では警察の投光機では光度が弱すぎるため、実況見分にあたって1000ワットのハロゲン球4基を装備した移動式投光機を2台リースした。またスリップ痕などの痕跡発見のため、濡れた路面を温風器3台を用いて少しずつ乾燥させた。この他各車両の位置関係を再現するために原寸大の木枠11台分を作り、人の代わりにマネキン人形を使うなど隊員のアイデアでその場その場を切り抜けて行われた。

### 衝突状況の解明
今回の事故では関係車両10台が5〜6回の追突を起こしているものの、衝突形態が複雑な上車両の多くが原形を留めない程に大破および焼燬していることから衝突実態の解明には困難を極めた。こうした中科学警察研究所からの指導を受け、車両の突き合わせを行い一部の運転者の供述や、実況見分から想像される衝突形態に車両を突き合わせることによって衝突実態の大部分を解明するに至った。こうして解明された衝突実態を分かりやすく解説するために、事故再現シミュレーションの制作を行った。事故現場や車両の1/100の模型作りからビデオ撮影まで、すべて隊員の手持ちの資機材を駆使して苦労の末に制作された。このビデオは後に広報用として編集され運転者教育に有効に活用される方針となった。
事故から1年余りの捜査を経て、業務上過失致死罪で3人、道路交通法違反で3人を立件して捜査は終了した。

### 復旧までの対応
事故発生以後、中国自動車道の上り線では通行止め規制が継続されていた。しかし、長期間に渡る通行止めはあらゆる面での影響が大きいことから迂回誘導の処置が急がれた。このため2車線ある境トンネルの下り線を利用して対面通行させることとした。早速、道路公団は中央分離帯を90 m切り開き、下り線の中央へレーンディバイダーを設置して車線の分離を行うとともに、車線すり付け部へ道路照明24基を設置した。一方、警察においては対面通行区間3.2 kmを追い越し禁止規制とするとともに、最高速度を40 km/hに制限して事故から3日後の7月18日午後1時より下り線を利用しての対面通行が開始された。事故が発生した上り線のトンネルは実況見分等の捜査活動が終了した8月9日に道路公団側に引き渡された。
復旧は日本坂トンネルでの復旧工事の例を参考とし、試験及び工程の検討を行った。そして引き渡しが行われた9日の夜から復旧工事を着工した。工事工程の設定はトンネル内での上・下作業に関わる危険防止、資材搬入用車線幅の確保及びコンクリート舗装の養成期間に留意した。旧盆の期間においては、交通が混雑することにより一般車両に混じって資材を搬入することが困難となり、また作業員の確保と資材の入手も困難となることから14日から19日の間は一部工程を除き工事を休止することになった。復旧工事は昼夜2交代制で実施され、31日には交通安全対策を含めたトンネル内の復旧工事が完了、翌9月1日正午より上り線トンネルでの通行が48日ぶりに再開され全面復旧した。

## 境トンネルにおいて発生した類似の事故

### 1989年の多重事故
7月15日の事故から1年余りが過ぎた1989年（平成元年）8月27日20時30分頃、境トンネル上り線の同じ場所で再び多重衝突事故が発生した。天候も前年と同じ雨で、トンネル内は一面が濡れていた。
事故の形態も似ており、トンネル内で単独事故を起こしたトレーラーが追い越し車線上に停車、これを発見し停車した大型貨物車へ普通乗用車2台、大型貨物車1台、普通貨物車1台が次々と追突したものである。この事故で3人が軽傷を負った。

### 1990年の多重炎上事故
事故発生から2年後の1990年（平成2年）9月17日20時00分頃、境トンネル上り線の出口から約300m先の地点で普通貨物車が降雨でスリップし走行車線に横転した。事故車両に追突した車両はなかったものの、後続車が次々と停止し、事故渋滞の最後尾は当トンネル内にまで及んだ。事故当時は最後尾に普通乗用車が1台、その前方に大型貨物車が3台停車していた。その車列に後続の大型貨物車が追突し、最後尾の普通乗用車を押しつぶすようにして前方の大型貨物車に追突、それに押された大型貨物車が前の大型貨物車にさらに追突し、大型貨物車4台と普通乗用車1台が絡む多重衝突事故となった。その直後に普通乗用車の後方付近から出火し、大型貨物車1台と普通乗用車1台が全焼、大型貨物車1台が部分焼した。また、この事故の後方でも大型貨物車同士が追突する事故が発生している。
この事故により普通乗用車の運転者が死亡、貨物車の運転者2人が重軽傷を負った。
消火活動中、大型貨物車に危険物標識があり積載物が爆発を繰り返したため一時放水が中断されたが、この爆発は積荷であった缶ジュースが熱膨張により破裂したことが判明したため、放水を再開し事故発生から1時間40分後の21時40分に鎮火した。事故当時は雨が降っていたため、普通貨物車が運転を誤りスリップしたものと見られている。

## 事故原因と安全対策

### 事故原因
1988年の多重衝突事故に限らず、このトンネルで起こっている事故の多くの原因はスピード超過や車間不保持、前方不注意である。しかし、それには境トンネルの道路環境も大きく関わっている。まず、中国自動車道上り線は関門橋より当トンネル付近まで概ね上り坂が多いが、当トンネルの手前約2kmの地点より5％の下り勾配となっているため、九州方面からの車両は速度が出やすくなっている。さらに、当トンネルは半径610mの右カーブであり、内部の勾配も3.91％となっているため、高速で進入したりわき見運転をしていたりした車両がカーブを曲がり切れなかったり急ハンドルや急ブレーキを行ったりした際にコントロールを失って他車や側壁に衝突するなどの事故が多く発生している。また、トンネル内部のカーブによってトンネル入口から出口までを見通すことは不可能となっており、トンネル内部で事故を起こした車両などが停車していても早めに発見することは困難である。そのため発見が遅れた後続車が事故車両や事故車両の後方で減速、停車した車両に追突する事故が多く発生している。こういった事故が発生しやすい環境の中で一番大規模な事故となってしまったのが当事故である。

### 事故以前の安全対策
境トンネル上り線は459 mと短いトンネルのため、道路トンネル非常用施設設置基準にて5段階に分けられた等級区分の内 、下から2番目のCランクであり、長大トンネルの様に給水栓やスプリンクラー、強制排気装置等は設置されていなかったものの、基準に準じた設備が設置されていたので非常用設備に不備は無かった。事故当時はトンネル直前に非常用警報装置(トンネル情報板)が設置されており、事故発生から5分後の21時25分頃にトンネル内にある押しボタン式通報装置が押された際、それと連動して非常用警報装置が作動したことにより、サイレンが断続的に鳴り、情報板に設けられている赤色ランプが点灯、トンネル情報板に「進入禁止・事故」と表示がなされ後続車がトンネル内に進入しないように進入禁止を告知していた。しかし、情報板が作動する前に既に通過していた車両が事故を知らずに急カーブにより見通しが効かないトンネルに減速しないまま進入したことで被害が拡大し、大規模な事故となった。

### 安全対策(第一次)
境トンネル多重衝突炎上事故後、高速道路の全トンネル464本を対象として、事故発生状況、道路の線形・勾配、交通安全設施設の設置状況及び走行実態等について、高速道路交通警察隊と道路管理者による合同点検が行われた。点検の結果、103本のトンネルが抽出され、より一層の安全対策を強化を行うべく、交通安全施設の整備を実施することになった。
重大事故になった境トンネル多重衝突炎上事故の再発防止対策は、警察と道路管理者である日本道路公団とで協議を繰り返し行った。その結果、実施された交通安全対策は以下の通りである。
- トンネル手前での減速対策：色彩による視覚の変化及び段差による体感の変化によって減速効果を図るために、トンネル手前（山口方面）1 kmの地点、同じく500 mの地点の2箇所へ「薄層舗装」を行った。薄層舗装の区間はそれぞれ150 m、100 mとした[2]。
- トンネル手前での車間距離保持対策：トンネル手前までに適正な車間距離を確保させるために、トンネルの手前700 mの地点に「車間距離確認表示板」の設置を行った[2]。
- トンネル線形の明確化対策：トンネル内のカーブ線形を明確にさせるために、トンネル内に「視線誘導板」を設置するとともに、「デリニエーター」を増設した[2]。
- トンネル入口の明確化対策：トンネル入口を明確化させるために、トンネル入口の両側に「大型のデリニエーター」の設置を行った。また、トンネル入口にある両側のガードレールへ100 mに渡って「サイドガイダー」の設置を行った[2]。

運転者へ注意喚起を行うため、トンネル入口の手前（山口方面）へ「下り坂・高速注意」「追突注意・車間距離を十分に」「点灯」等の大型看板の設置を行った。
さらにトンネル入口の上側に「安全は速度と注意と車間距離」の懸垂幕を掲示した。

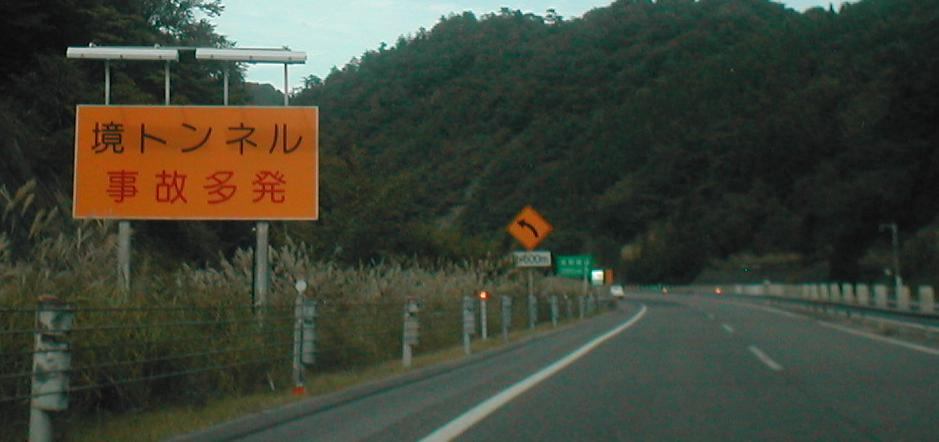
境トンネル手前に設置された看板

### 安全対策(第二次)
この翌年の1989年（平成元年）8月27日に境トンネル上り線の同じ場所で再び多重衝突事故が発生した。
このため、境トンネル上り線での交通安全対策が見直されることとなった。
境トンネル上り線の第二次安全対策は1990年（平成2年）9月11日に文書をもって日本道路公団へ要請され、日本道路公団において実現に向け検討されている内容は以下の通りである。
- トンネル内への大型のカーブミラーの設置：カーブで見通しが悪いトンネル内において、停車車両等の障害物を早期に発見するためにトンネル中央部の視線誘導板約100 mをミラーに変更すること[2]。
- 薄層舗装の実施：下り坂になっているトンネル内上り線のスリップを最小限に抑えるために、トンネル内の路面全体を薄層舗装にすること。また、トンネルに入る前の減速対策として、上り線のトンネル手前（山口側）に設置した薄層舗装を下り坂が始まる地点（約1.5 km）まで延長すること[2]。

- 大型警戒標識の設置：トンネル内の道路線形を早期に知らせることで速度抑制させるために、トンネル入口の上部へ「急カーブ、速度落とせ」の大型警戒標識を設置すること[2]。
- トンネル入口の舗装の溝切り：トンネル内が下り坂のため、雨天時に雨がトンネル内に入り込んでくるのを最小限に抑えるために、トンネル入口へ道路を横断する溝切りを行うこと[2]。
- 自動速度測定警告装置の設置：トンネル手前で減速させるために、速度超過の車両に対して電光文字で警告表示する装置を設置すること[2]。
- 赤色回転灯の設置：トンネル手前で減速させるために、トンネル入口の両側に大型赤色回転灯を設置すること[2]。
- パトカーの駐留監視場所の設置：トンネル手前で減速させるために、約500 m手前にパトカーの駐留監視場所を設置すること[2]。

これらの設備は順次設置、整備され、現在も一部を除き設置されている。